# 한나 몬타나
한나 몬타나(영어: Hannah Montana 해나 몬태나[*]는 미국 디즈니 채널에 2006년 3월 24일부터 2011년 1월 16일까지 방영된 뮤지컬 시트콤이다. 낮에는 십대의 평범한 학생인 마일리 스튜어트로, 밤에는 유명한 가수인 한나 몬타나로 이중 생활을 하는 소녀에 초점이 맞춰져 있다. 가까운 친구와 가족외는 그녀의 이중 생활을 모르는 것으로 설정되어 있다. 2009년 한나 몬타나: 더 무비라는 영화로 나오기도 하였다.